# Blessey
Blessey is een voormalige gemeente in het Franse departement Côte-d'Or (regio Bourgondië) en telt 27 inwoners (1999). De plaats maakt deel uit van het arrondissement Montbard.
In 2009 fuseerde Saint-Germain-Source-Seine met Blessey en ging op in de nieuwe fusiegemeente Source-Seine.

## Geografie
De oppervlakte van Blessey bedraagt 7,5 km², de bevolkingsdichtheid is 3,6 inwoners per km².